# Avallone Comercial, Industrial, Exportadora e Importadora
Avallone Comercial, Industrial, Exportadora e Importadora Ltda., kurz ACIEI, war ein brasilianischer Hersteller von Automobilen.

## Unternehmensgeschichte
Der Rennfahrer Antônio Carlos Avallone gründete 1971 das Unternehmen in São Paulo und begann mit der Produktion von Rennwagen. Der Markenname lautete Avallone. 1975 kamen Personenkraftwagen dazu. 1988 endete die Produktion. Insgesamt entstanden etwa 200 Fahrzeuge, die auch nach England und Japan sowie in die USA und die Schweiz exportiert wurden.

## Fahrzeuge
Zunächst entstanden zehn oder zwölf zweisitzige Rennwagen auf Lola-Basis. Verschiedene V6- und V8-Motoren von Chevrolet, Chrysler und Ford mit 280 PS bis 480 PS trieben die Fahrzeuge an.
Ende 1975 wurde der TF als Nachbildung des MG TF präsentiert. Der zweisitzige Roadster hatte ein Fahrgestell aus U-Profilen. Verschiedene Vierzylindermotoren von Chevrolet mit 1400 cm³ Hubraum oder 1600 cm³ Hubraum waren vorne im Fahrzeug montiert und trieben die Hinterachse an. Ab 1978/79 war auch ein Sechszylindermotor mit 2500 cm³ Hubraum erhältlich.
Ab 1982 gab es auch ein Cabriolet des VW Käfer mit einer Karosserie aus Fiberglas.
Verlängerte Fahrzeuge standen ebenfalls im Sortiment.